# Campionati europei di lotta 2023
I campionati europei di lotta 2023 sono stati la 74ª edizione della manifestazione continentale organizzata dalla UWW. Si sono svolti dal 17 al 23 aprile 2023 al Arena Zagreb di Zagabria, in Croazia. 
I lottatori e i funzionari appartenenti alle federazioni di Russia e Bielorussia non sono stati invitati a partecipare al torneo a causa dell'invasione russa dell'ucraina iniziata nel febbraio 2022. La decisione è stata assunta dall'UWW il 3 marzo 2022 a seguito della raccomandazione del Comitato Olimpico Internazionale (CIO) del 28 febbraio 2022, finalizzata a proteggere l'integrità delle competizioni sportive globali e per la sicurezza di tutti i partecipanti. È stato anche preservato il principio di reciprocità, considerato che il conflitto bellico è stato d'ostacolo alla partecipazione di alcuni lottatori ucraini.

## Classifica squadre
| Pos. | Lotta libera maschile | Lotta libera maschile | Lotta greco-romana | Lotta greco-romana | Lotta libera femminile | Lotta libera femminile |
| Pos. | Squadra               | Punti                 | Squadra            | Punti              | Squadra                | Punti                  |
| ---- | --------------------- | --------------------- | ------------------ | ------------------ | ---------------------- | ---------------------- |
| 1    | Azerbaigian           | 150                   | Turchia            | 155                | Ucraina                | 157                    |
| 2    | Georgia               | 137                   | Azerbaigian        | 145                | Turchia                | 136                    |
| 3    | Turchia               | 115                   | Georgia            | 124                | Bulgaria               | 94                     |
| 4    | Ucraina               | 97                    | Armenia            | 115                | Francia                | 90                     |
| 5    | Armenia               | 76                    | Bulgaria           | 101                | Romania                | 88                     |
| 6    | Bulgaria              | 73                    | Serbia             | 64                 | Azerbaigian            | 79                     |
| 7    | Slovacchia            | 56                    | Ucraina            | 63                 | Germania               | 73                     |
| 8    | Italia                | 56                    | Ungheria           | 54                 | Polonia                | 69                     |
| 9    | Grecia                | 55                    | Moldavia           | 54                 | Moldavia               | 59                     |
| 10   | Ungheria              | 46                    | Romania            | 43                 | Ungheria               | 50                     |

## Podi

### Lotta libera maschile
| Evento | Oro                            | Argento                           | Bronzo                             |
| 57 kg  | Əliabbas Rzazadə Azerbaigian   | Süleyman Atlı Turchia             | Horst Lehr Germania                |
| 57 kg  | Əliabbas Rzazadə Azerbaigian   | Süleyman Atlı Turchia             | Georgi Vangelov Bulgaria           |
| 61 kg  | Arsen Harutyunyan Armenia      | Zelimkhan Abakarov Albania        | Emrah Ormanoğlu Turchia            |
| 61 kg  | Arsen Harutyunyan Armenia      | Zelimkhan Abakarov Albania        | Shota Phartenadze Georgia          |
| 65 kg  | Vazgen Tevanyan Armenia        | Mikyay Naim Bulgaria              | Erik Arušanjan Ucraina             |
| 65 kg  | Vazgen Tevanyan Armenia        | Mikyay Naim Bulgaria              | Edemi Bolkvadze Georgia            |
| 70 kg  | Hacı Əliyev Azerbaigian        | Ramazan Ramazanov Bulgaria        | Vasile Diacon Moldavia             |
| 70 kg  | Hacı Əliyev Azerbaigian        | Ramazan Ramazanov Bulgaria        | Ihor Nykyforuk Ucraina             |
| 74 kg  | Tajmuraz Salkazanov Slovacchia | Frank Chamizo Italia              | Avtandil Kentchadze Georgia        |
| 74 kg  | Tajmuraz Salkazanov Slovacchia | Frank Chamizo Italia              | Soner Demirtaş Turchia             |
| 79 kg  | Vasyl' Mychajlov Ucraina       | Georgios Kougioumtsidis Grecia    | Khetag Tsabolov Serbia             |
| 79 kg  | Vasyl' Mychajlov Ucraina       | Georgios Kougioumtsidis Grecia    | Ahmad Magomedov Macedonia del Nord |
| 86 kg  | Dauren Kurugliev Grecia        | Myles Amine San Marino            | Abubakr Abakarov Azerbaigian       |
| 86 kg  | Dauren Kurugliev Grecia        | Myles Amine San Marino            | Sebastian Jezierzański Polonia     |
| 92 kg  | Feyzullah Aktürk Turchia       | Osman Nurməhəmmədov Azerbaigian   | Mirian Maisuradze Georgia          |
| 92 kg  | Feyzullah Aktürk Turchia       | Osman Nurməhəmmədov Azerbaigian   | Ermak Kardanov Slovacchia          |
| 97 kg  | Givi Mach'arashvili Georgia    | Magomedkhan Magomedov Azerbaigian | İbrahim Çiftçi Turchia             |
| 97 kg  | Givi Mach'arashvili Georgia    | Magomedkhan Magomedov Azerbaigian | Vladislav Baitcaev Ungheria        |
| 125 kg | Taha Akgül Turchia             | Geno Petriashvili Georgia         | Giorgi Meshvildishvili Azerbaigian |
| 125 kg | Taha Akgül Turchia             | Geno Petriashvili Georgia         | Dániel Ligeti Ungheria             |

### Lotta greco-romana maschile
| Evento | Oro                        | Argento                    | Bronzo                     |
| 55 kg< | Adem Uzun Turchia          | Eldaniz Azizli Azerbaigian | Denis Mihai Romania        |
| 55 kg< | Adem Uzun Turchia          | Eldaniz Azizli Azerbaigian | Nugzari Tsurtsumia Georgia |
| 60 kg  | Edmond Nazaryan Bulgaria   | Victor Ciobanu Moldavia    | Nihat Mammadli Azerbaigian |
| 60 kg  | Edmond Nazaryan Bulgaria   | Victor Ciobanu Moldavia    | Georgii Tibilov Serbia     |
| 63 kg  | Leri Abuladze Georgia      | Taleh Mammadov Azerbaigian | Abu Amaev Bulgaria         |
| 63 kg  | Leri Abuladze Georgia      | Taleh Mammadov Azerbaigian | Hrachya Poghosyan Armenia  |
| 67 kg  | Hasrat Jafarov Azerbaigian | Joni Khetsuriani Georgia   | Parviz Nasibov Ucraina     |
| 67 kg  | Hasrat Jafarov Azerbaigian | Joni Khetsuriani Georgia   | Håvard Jørgensen Norvegia  |
| 72 kg  | Ulvu Ganizade Azerbaigian  | Ibrahim Ghanem Francia     | Kamil Czarnecki Polonia    |
| 72 kg  | Ulvu Ganizade Azerbaigian  | Ibrahim Ghanem Francia     | Selçuk Can Turchia         |
| 77 kg  | Malkhas Amoyan Armenia     | Viktor Nemeš Serbia        | Yunus Emre Başar Turchia   |
| 77 kg  | Malkhas Amoyan Armenia     | Viktor Nemeš Serbia        | Zoltán Lévai Ungheria      |
| 82 kg  | Burhan Akbudak Turchia     | Yaroslav Filchakov Ucraina | Roland Schwarz Germania    |
| 82 kg  | Burhan Akbudak Turchia     | Yaroslav Filchakov Ucraina | Filip Šačić Croazia        |
| 87 kg  | István Takács Ungheria     | Ali Cengiz Turchia         | Semen Novikov Bulgaria     |
| 87 kg  | István Takács Ungheria     | Ali Cengiz Turchia         | Lasha Gobadze Georgia      |
| 97 kg  | Artur Aleksanyan Armenia   | Kiril Milov Bulgaria       | Mikheil Kajaia Serbia      |
| 97 kg  | Artur Aleksanyan Armenia   | Kiril Milov Bulgaria       | Artur Omarov Rep. Ceca     |
| 130 kg | Rıza Kayaalp Turchia       | Sabah Shariati Azerbaigian | Iakobi Kajaia Georgia      |
| 130 kg | Rıza Kayaalp Turchia       | Sabah Shariati Azerbaigian | Oskar Marvik Norvegia      |

### Lotta libera femminile
| Evento | Oro                        | Argento                   | Bronzo                       |
| 50 kg  | Mariya Stadnik Azerbaigian | Oksana Livach Ucraina     | Evin Demirhan Turchia        |
| 50 kg  | Mariya Stadnik Azerbaigian | Oksana Livach Ucraina     | Emanuela Liuzzi Italia       |
| 53 kg  | Jonna Malmgren Svezia      | Stalvira Orshush Ungheria | Zeynep Yetgil Turchia        |
| 53 kg  | Jonna Malmgren Svezia      | Stalvira Orshush Ungheria | Maria Prevolaraki Grecia     |
| 55 kg  | Andreea Ana Romania        | Erika Bognár Ungheria     | Tatiana Debien Francia       |
| 55 kg  | Andreea Ana Romania        | Erika Bognár Ungheria     | Katarzyna Krawczyk Polonia   |
| 57 kg  | Alina Hrushyna Ucraina     | Zhala Aliyeva Azerbaigian | Evelina Nikolova Bulgaria    |
| 57 kg  | Alina Hrushyna Ucraina     | Zhala Aliyeva Azerbaigian | Elena Brugger Germania       |
| 59 kg  | Anastasia Nichita Moldavia | Yuliya Tkach Ucraina      | Othelie Høie Norvegia        |
| 59 kg  | Anastasia Nichita Moldavia | Yuliya Tkach Ucraina      | Sandra Paruszewski Germania  |
| 62 kg  | Iryna Koliadenko Ucraina   | Grace Bullen Norvegia     | Luisa Niemesch Germania      |
| 62 kg  | Iryna Koliadenko Ucraina   | Grace Bullen Norvegia     | Bilyana Dudova Bulgaria      |
| 65 kg  | Mimi Hristova Bulgaria     | Irina Rîngaci Moldavia    | Kriszta Incze Romania        |
| 65 kg  | Mimi Hristova Bulgaria     | Irina Rîngaci Moldavia    | Tetiana Rizhko Ucraina       |
| 68 kg  | Yuliana Yaneva Bulgaria    | Alla Belinska Ucraina     | Nesrin Baş Turchia           |
| 68 kg  | Yuliana Yaneva Bulgaria    | Alla Belinska Ucraina     | Koumba Larroque Francia      |
| 72 kg  | Alexandra Anghel Romania   | Buse Tosun Turchia        | Pauline Lecarpentier Francia |
| 72 kg  | Alexandra Anghel Romania   | Buse Tosun Turchia        | Dalma Caneva Italia          |
| 76 kg  | Yasemin Adar Turchia       | Martina Kuenz Austria     | Cătălina Axente Romania      |
| 76 kg  | Yasemin Adar Turchia       | Martina Kuenz Austria     | Cynthia Vescan Francia       |

## Medagliere
| Pos.   | Paese              | Oro | Argento | Bronzo | Totale |
| ------ | ------------------ | --- | ------- | ------ | ------ |
| 1      | Turchia            | 6   | 3       | 8      | 17     |
| 2      | Azerbaigian        | 5   | 6       | 3      | 14     |
| 3      | Armenia            | 4   | 0       | 1      | 5      |
| 4      | Ucraina            | 3   | 4       | 4      | 11     |
| 5      | Bulgaria           | 3   | 3       | 5      | 11     |
| 6      | Georgia            | 2   | 2       | 7      | 11     |
| 7      | Romania            | 2   | 0       | 3      | 5      |
| 8      | Ungheria           | 1   | 2       | 3      | 6      |
| 9      | Moldavia           | 1   | 2       | 1      | 4      |
| 10     | Grecia             | 1   | 1       | 1      | 3      |
| 11     | Slovacchia         | 1   | 0       | 1      | 2      |
| 12     | Svezia             | 1   | 0       | 0      | 1      |
| 13     | Francia            | 0   | 1       | 4      | 5      |
| 14     | Azerbaigian        | 0   | 1       | 3      | 4      |
| 14     | Serbia             | 0   | 1       | 3      | 4      |
| 16     | Italia             | 0   | 1       | 2      | 3      |
| 17     | Albania            | 0   | 1       | 0      | 1      |
| 17     | Austria            | 0   | 1       | 0      | 1      |
| 17     | San Marino         | 0   | 1       | 0      | 1      |
| 20     | Germania           | 0   | 0       | 5      | 5      |
| 21     | Polonia            | 0   | 0       | 3      | 3      |
| 22     | Croazia            | 0   | 0       | 1      | 1      |
| 22     | Macedonia del Nord | 0   | 0       | 1      | 1      |
| 22     | Rep. Ceca          | 0   | 0       | 1      | 1      |
| Totale | Totale             | 30  | 30      | 58     | 118    |